# G'olé!
G'olé! è il film ufficiale del campionato mondiale di calcio 1982, giocato in Spagna dal 13 giugno all'11 luglio 1982.

## Trama
Il film-documentario comincia con la gara inaugurale del torneo, tra Argentina e Belgio, vinta 1-0 dai belgi, in cui si mette in luce un giovane sudamericano di 22 anni, appena acquistato dal Barcellona: Diego Armando Maradona. La fase iniziale è dedicata al Pibe de Oro che, dopo aver realizzato due reti contro l'Ungheria, affronta nella seconda fase l'Italia e il Brasile: contro gli azzurri non riesce ad entrare in partita perché ben marcato da Claudio Gentile, mentre contro il Brasile si fa espellere per un'entrata pericolosa su Batista.
Il film, oltre a raccontare le principali partite, dà spazio anche a nazionali debuttanti che daranno filo da torcere agli squadroni europei; la Nuova Zelanda, che farà una discreta partita contro l'Unione Sovietica nonostante lo 0-3 finale, il Kuwait, che riuscirà a realizzare una rete contro la Francia di Michel Platini (gara persa 1-4) e il Camerun, che pareggerà 1-1 contro l'Italia, giocando una buona partita.
Tra le partite della seconda fase, si segnalano quella tra Italia e Brasile, giocata a Barcellona il 5 luglio 1982, e quella tra Spagna e Inghilterra, giocata a Madrid. Nel primo match ai sudamericani bastava un pari per accedere alle semifinali, avendo una miglior differenza reti, mentre gli azzurri avevano l'obbligo di vincere per passare il turno. La gara finì 3-2 per l'Italia con tripletta di Paolo Rossi, che permise alla sua Nazionale di qualificarsi alle semifinali. Nel secondo match gli inglesi, che dovevano vincere con due gol di scarto, vennero fermati da una Spagna già eliminata sul risultato di 0-0 e, per via di questo punteggio, a passare il turno fu la Germania Ovest.
Le semifinali del torneo vennero ricordate per la doppietta di Rossi contro la Polonia (gara vinta dall'Italia per 2-0) e per la spettacolare partita tra Francia e Germania Ovest, vinta dai tedeschi ai rigori, dopo un 3-3 al termine dei tempi supplementari. Si trattò della prima gara nella storia dei Mondiali ad esser decisa dai tiri dal dischetto.
L'11 luglio a Madrid Italia e Germania Ovest si contesero la coppa. Prima della gara G'olé! ricorda l'atmosfera che c'era in città, con i preparativi di coreografie tra i sostenitori italiani e quelli tedeschi e, dopo l'incontro, vinto dall'Italia per 3-1, vengono ripresi il momento in cui il Re di Spagna Juan Carlos consegna a Dino Zoff la Coppa del Mondo, il momento in cui il capitano azzurro la alza nel cielo di Madrid e il giro di campo dei giocatori italiani con il loro allenatore, Enzo Bearzot, che festeggiano il terzo trionfo mondiale del calcio italiano.

## Gare narrate
| Gara                   | Squadra 1        | Squadra 2        | Risultato                 | Note                                           |
| ---------------------- | ---------------- | ---------------- | ------------------------- | ---------------------------------------------- |
| Prima fase, gruppo 3   | Argentina        | Belgio           | 0-1                       | Partita inaugurale                             |
| Seconda fase, gruppo C | Italia           | Argentina        | 2-1                       |                                                |
| Seconda fase, gruppo C | Argentina        | Brasile          | 1-3                       |                                                |
| Prima fase, gruppo 6   | Brasile          | Scozia           | 4-1                       |                                                |
| Prima fase, gruppo 6   | Unione Sovietica | Nuova Zelanda    | 3-0                       |                                                |
| Prima fase, gruppo 4   | Francia          | Kuwait           | 4-1                       |                                                |
| Prima fase, gruppo 1   | Italia           | Camerun          | 1-1                       |                                                |
| Prima fase, gruppo 5   | Spagna           | Irlanda del Nord | 0-1                       |                                                |
| Prima fase, gruppo 4   | Inghilterra      | Francia          | 3-1                       |                                                |
| Seconda fase, gruppo B | Spagna           | Inghilterra      | 0-0                       |                                                |
| Seconda fase, gruppo C | Brasile          | Italia           | 2-3                       |                                                |
| Semifinale             | Polonia          | Italia           | 0-2                       |                                                |
| Semifinale             | Germania Ovest   | Francia          | 8-7 (d.c.r.) (3-3 d.t.s.) | Prima gara di Coppa del Mondo decisa ai rigori |
| Finale                 | Italia           | Germania Ovest   | 3-1                       |                                                |